# Buchanan (Míchigan)
Buchanan es una ciudad ubicada en el condado de Berrien en el estado estadounidense de Míchigan. En el censo de 2010 tenía una población de 4456 habitantes y una densidad poblacional de 0,67 personas por km².

## Geografía
Buchanan se encuentra ubicada en las coordenadas 41°49′42″N 86°21′58″O / 41.82833, -86.36611. Según la Oficina del Censo de los Estados Unidos, Buchanan tiene una superficie total de 6664.04 km², de la cual 6474.94 km² corresponden a tierra firme y (2.84%) 189.07 km² es agua.

## Demografía
Según el censo de 2010, había 4456 personas residiendo en Buchanan. La densidad de población era de 0,67 hab./km². De los 4456 habitantes, Buchanan estaba compuesto por el 86.62% blancos, el 7.45% eran afroamericanos, el 1.17% eran amerindios, el 0.29% eran asiáticos, el 0% eran isleños del Pacífico, el 1.32% eran de otras razas y el 3.14% pertenecían a dos o más razas. Del total de la población el 3.3% eran hispanos o latinos de cualquier raza.